# Fabián Estoyanoff
Fabián Estoyanoff, vollständiger Name Fabián Larry Estoyanoff Poggio, (* 27. September 1982 in Montevideo) ist ein uruguayischer Fußballspieler.

## Karriere

### Verein
In Uruguay spielte Estoyanoff von 2000 bis 2001 für Centro Atlético Fénix und wurde jeweils einmal in der Liga eingesetzt. 2002 und in der Apertura und Clausura 2003 stand er beim Club Atlético Peñarol unter Vertrag und kam in diesem Zeitraum zu 61 Einsätzen in der Primera División, bei denen er 20 Tore erzielte. Mit den Aurinegros wurde er 2003 Landesmeister. In den Spielzeiten 2004 und 2005 absolvierte er 26 Ligaspiele erneut für Fénix (fünf Tore). Andere Quellen wissen hier von 39 Ligaspielen mit neun Toren zu berichten. Die Saison 2005/06 bestritt Estoyanoff beim FC Cádiz in Spanien. Dort absolvierte er 29 Erstligapartien, in denen er insgesamt zwei Tore schoss. Auch in den beiden nachfolgenden Spielzeiten war er für Mannschaften aus der Primera División Spaniens aktiv. Für Deportivo La Coruña lief er 2006/07 dort 28 Mal auf (ein Tor), während in der Saison 2007/08 vier Partien bei Real Valladolid für ihn verzeichnet sind. In der Clausura 2008 stand er wieder im Kader Peñarols. Hier werden 14 Erstligapartien, davon elf Startelfeinsätze, für Estoyanoff in dieser Halbserie geführt (vier Tore). Die Saisons 2008/09 und 2009/10 bestritt er als Spieler des griechischen Erstligisten Panionios (32 Spiele/acht Tore). Seit der Apertura 2010 stand er wieder bei Peñarol unter Vertrag. In der Saison 2010/11 sind 22 Ligaspiele Estoyanoffs (drei Tore) verzeichnet. In der Spielzeit 2011/12 lief er abermals in fünf Ligaspielen (ein Tor) für Panionios auf. 2012 schloss er sich wieder Peñarol an. In der restlichen Saison 2011/12 sind 14 Erstligaeinsätze und sechs Tore für Estoyanoff in der Primera División verzeichnet. 2012/13 wurde er mit Peñarol Uruguayischer Meister, wozu er mit zwölf Treffern bei 23 Ligaeinsätzen beitrug. In der Spielzeit 2013/14 absolvierte er 13 Erstligaspiele (ein Tor). Seit der Spielzeit 2010/11 kann er zudem im Aufgebot der Aurinegros auf internationaler Ebene eine Bilanz von 23 Spielen und fünf Toren in der Copa Libertadores aufweisen. Hinzu kommen je zwei Einsätze (kein Tor) in der Copa Sudamericana 2010 und 2013.
In der Saison 2014/15 wurde er zehnmal (ein Tor) in der höchsten uruguayischen Spielklasse und zweimal (ein Tor) in der Copa Sudamericana 2014 eingesetzt. Ende Januar 2015 schloss er sich dem saudi-arabischen Team al-Nasr FC an. Dort lief er in 14 Spielen (vier Tore) der Pro League, sechs Partien (zwei Tore) der AFC Champions League, fünf Begegnungen (ein Tor) des Kronprinzencups und einer Super-Cup-Partie (kein Tor) auf. Im Februar 2016 begann er ein erneutes Engagement bei Centro Atlético Fénix.

### Nationalmannschaft
Estoyanoff bestritt im U-23-Team Uruguays – der Olympiaauswahl – unter Trainer Juan Ramón Carrasco drei Länderspiele, als er in der mit 0:3 verlorenen Partie gegen Chiles Auswahl am 7. Januar 2004, beim 1:1-Unentschieden am 11. Januar 2004 gegen Brasilien und bei der 1:2-Niederlage gegen Paraguay am 15. Januar 2004 im vorolympischen südamerikanischen U-23 Qualifikationsturnier eingesetzt wurde. Ein Tor erzielte er nicht.
Estoyanoff absolvierte von seinem Debüt am 13. Juli 2001 bis zu seinem letzten Einsatz am 30. Juni 2007 insgesamt 31 Länderspiele für das uruguayische Nationalteam. Dabei erzielte er vier Treffer. Bei der Copa América 2001 2004 und 2007 gehörte er dem uruguayischen Aufgebot an.

### Erfolge
- Uruguayischer Meister 2003, 2012/13